# 류춘수
류춘수(柳春秀, 1946년 11월 18일~)는 대한민국의 건축가이다. 그는 서울월드컵경기장, 하이커우의 868 타워 아파트 등 대한민국 내외에서 많은 건축물들의 설계에 참여했다.

## 수상
- 1990년 제4회 대한건축사협회 아천상
- 2011년 옥관문화훈장
- 2021년 한국건축가협회 골드메달(KIA Gold Medal)